# Saison 1 de La Quatrième Dimension
Chronologie
Saison 2
Cet article présente le guide des épisodes de la première saison de la série télévisée La Quatrième Dimension.
Les résumés des épisodes indiqués ci-dessous peuvent révéler des éléments d'information sur le dénouement des intrigues ou sur les chutes, éventuellement inattendues, amusantes ou sinistres, des récits.

## Épisodes

### Épisode 1:Solitude
- Titre original : Where is Everybody?
- Numéro : 1 (1-01)
- Scénariste : Rod Serling
- Réalisateur : Robert Stevens
- Autres crédits artistiques ou techniques : Buck Houghton (producteur), Rod Serling pour Cayuga Productions (producteur délégué), Bernard Herrmann (musique), Joseph LaShelle, A.S.C. (directeur de la photographie), Alex Golitzen, Robert Clatworthy (directeurs artistiques), Roland Gross, A.S.C. (montage), Joseph E. Kenny (assistant à la réalisation), Russell A. Gausman, Ruby Levitt (chefs décorateurs), Leslie I. Carey, Vernon W. Kramer (ingénieurs du son), Bud Westmore (maquillage), filmé aux studios Universal, produit par Cayuga Productions, Inc en association avec The CBS Television Network
- Diffusion : 
  -  États-Unis : 2 octobre 1959 sur CBS
- Distribution : Earl Holliman (Mike Ferris), James Gregory (le général de l’Air Force), Paul Langton (le Docteur), James McCallion (le premier reporter), John Conwell (le colonel de l’Air Force), Jay Overholt (le deuxième reporter), Carter Mullaly (le capitaine de l’Air Force), Garry Walberg (le troisième reporter), Jim Johnson (le sergent (sergeant staff) de l’Air Force).
- Lien externe : (en) Where's Everybody?
- Résumé : Un homme, seul et amnésique, erre depuis quelque temps dans une petite ville abandonnée. Son angoisse augmente au fur et à mesure qu'il constate qu’il est le seul être vivant de cet endroit énigmatique, malgré des traces évidentes d'activité humaine très récente[1]. Comment est-il arrivé ici ? La ville est-elle réellement déserte ? L'homme finit par craquer nerveusement et l'expérience s'arrête : il s'agissait de militaires qui testaient sa résistance au confinement en vue de vols spatiaux vers la Lune et l'isolement lui a causé des hallucinations.
- Note : Rod Serling avait, à l'origine, écrit un épisode appelé Happy Place, dans lequel les personnes qui fêtaient leurs soixante-dix ans étaient déclarées comme inutiles et exécutées. Cette histoire fut déclarée trop pessimiste et rejetée. Cet épisode fut donc déclaré épisode pilote.

### Épisode 2:Pour les anges
- Titre original : One for the Angels
- Numéro : 2 (1-02)
- Scénariste : Rod Serling
- Réalisateur : Robert Parrish
- Autres crédits artistiques ou techniques : Buck Houghton (producteur), Rod Serling pour Cayuga Productions (producteur délégué), George T. Clemens, A.S.C. (directeur de la photographie), Ralph W. Nelson (directeur de production), George W. Davis, William Ferrari (directeurs artistiques), Lyle Boyer (montage), Edward Denault (assistant à la réalisation), Henry Grace, Rudy Butler (chefs décorateurs), Mildred Gusse (directrice de la distribution des rôles), Frank Milton, Jean Valentino (ingénieurs du son), U.P.A. (dessins animés du titre), filmé aux studios Metro-Goldwyn-Mayer, produit par Cayuga Productions, Inc en association avec The CBS Television Network.
- Diffusion : 
  -  États-Unis : 9 octobre 1959 sur CBS
- Distribution : Ed Wynn (Lew Bookman), Murray Hamilton (La Mort), Dana Dillaway (Maggie), Jay Overholts (le médecin), Merritt Bohn (le chauffeur de camion).
- Lien externe : (en) One for the Angels
- Résumé : Le 19 juillet 1960, Lew Bookman est un camelot-vendeur âgé de 68 ans (69 en septembre) qui réalise sans grand succès ses dernières ventes. Un homme habillé de noir (la « faucheuse »), vient l’avertir qu’il l’emmènera le soir même, à minuit. Bookman refuse de le suivre et parvient à le tromper en passant un marché de dupes avec lui. Furieuse d'avoir été jouée, la Mort provoque un accident qui blesse gravement une petite fille qui « prend la place » de Bookman : elle mourra à minuit, l'heure à laquelle Bookman devait mourir. Déterminé, Bookman va tout essayer pour que la Faucheuse rate son rendez-vous. Il se lance alors dans le plus grand boniment de sa vie et parvient à faire rater son rendez-vous à la Mort. La petite fille est sauvée, Bookman mourra mais il a gagné sa place au paradis.

### Épisode 3:La Seconde Chance
- Titre original : Mr. Denton on Doomsday
- Numéro : 3 (1-03)
- Scénariste : Rod Serling
- Réalisateur : Allen Reisner
- Diffusion : 
  -  États-Unis : 16 octobre 1959 sur CBS
- Guest star : Dan Duryea (Al Denton), Martin Landau (Dan Hotaling), Jeanne Cooper (Liz), Malcolm Atterbury (Henry J. Fate), Doug McClure (Pete Grant), Ken Lynch (Charlie), Arthur Batanides (le meneur) ...
- Lien externe : (en) Mr Denton on Doomsday
- Résumé : Al Denton est un ancien champion de duels au pistolet devenu alcoolique. Il est souvent la victime des plaisanteries d'un homme nommé Dan Hotaling. Un jour, à la suite de l'arrivée en ville d'Henry J. Fate, un mystérieux vendeur ambulant, il trouve un pistolet par terre. Par jeu, Hotaling le provoque alors en duel. Observé par le vendeur ambulant, Denton remporte ce duel facilement et sans vraiment le vouloir. À la suite de sa performance, il se fait provoquer en duel par Pete Grant, un jeune cowboy redoutable d'une ville voisine. Le vendeur ambulant fournit à Denton une potion de vélocité qui fait de quiconque en boit un tireur rapide et précis. Le moment du duel est arrivé, et Denton voit avec stupéfaction son adversaire boire lui aussi une potion. Les deux duellistes qui bénéficient tous deux de pouvoirs magiques se blessent mutuellement à la main : ils ne pourront plus se battre ni l'un ni l'autre.
- L'une des toutes premières apparitions de Martin Landau ,qui reviendra pour un second épisode :La Chambre de la mort (saison 5 ,épisode 29)

### Épisode 4:Du succès au déclin
- Titre original : The Sixteen-Millimeter Shrine
- Numéro : 4 (1-04)
- Scénariste : Rod Serling
- Réalisateur : Mitchell Leisen
- Diffusion : 
  -  États-Unis : 23 octobre 1959 sur CBS
- Distribution : Ida Lupino (Barbara Jean Trenton), Martin Balsam (Danny Weiss), Ted de Corsia (Marty Sall), Jerome Cowan (Jerry Hearndan)...
- Lien externe : (en) The Sixteen Millimeter
- Résumé : Barbara-Jean Trenton est une star oubliée du cinéma qui refuse de vieillir et passe toutes ses journées à regarder ses anciens films. Son agent Danny Weiss tente de lui faire décrocher un contrat puis de lui présenter un de ses anciens partenaires devenu désormais gérant d'une chaine de supermarchés : en vain. Barbara se ferme de plus en plus, ne rêvant que du temps passé où elle était encore une jeune et jolie star. Mais les rêves ne peuvent rejoindre la réalité que si elle abandonne cette dernière pour passer « à travers l'écran ». Elle finit par entrer dans un de ses anciens films et y retrouve ses anciens partenaires tous jeunes éternellement sauf elle.
- Autour de l'épisode : Ida Lupino, qui joue Barbara Jean Trenton dans l'épisode est  l'unique personne à avoir à la fois joué et réalisé un épisode de La Quatrième Dimension ,en effet elle réalise l'épisode Les Masques de la saison 5.

### Épisode 5:Souvenir d'enfance
- Titre original : Walking Distance
- Numéro : 5 (1-05)
- Scénariste : Andrew Nielsen
- Réalisateur : Robert Stevens
- Diffusion : 
  -  États-Unis : 30 octobre 1959 sur CBS
  -  France : 2 avril 1965 sur l'ORTF
- Distribution : Gig Young
- Lien externe : (en) Walking Distance
- Résumé : Martin Sloan (Gig Young), vice-président d'une agence publicitaire, s'échappe un jour de New York et se rend à Homewood, son village natal qu'il n'a pas revu depuis longtemps. Pendant que sa voiture est en révision au garage le plus proche, il visite la petite ville et est surpris en s'apercevant que rien n'a changé. Peu à peu il se rend compte qu'il se retrouve dans la ville à l'époque de son enfance. Il rencontre ses parents puis lui-même enfant. En voulant parler à son double enfant, il cause un accident où celui-ci est blessé. Sloan n'a plus qu'à repartir dans le présent portant les stigmates de son accident.
- Remarque : L'une des toutes premières apparitions de Ron Howard

### Épisode 6:Immortel, moi jamais!
- Titre original : Escape Clause (« Clause résolutoire »)
- Numéro : 6 (1-06)
- Scénariste : Rod Serling
- Réalisateur : Mitchell Leisen
- Diffusion : 
  -  États-Unis : 6 novembre 1959 sur CBS
- Distribution : David Wayne, Thomas Gomez, Virginia Christine, Paul E. Burns
- Lien externe : (en) Escape Clause
- Résumé : Walter Bedecker est un hypocondriaque notoire qui empoisonne sa vie, celle de sa femme et de ses médecins. Il rencontre un jour le Diable qui lui propose son âme contre l'immortalité. Walter accepte et feint plusieurs accidents afin de toucher des indemnisations de compagnies d'assurances. Mais il commet l'erreur de tout dévoiler à sa femme et celle-ci, qui voulait l'empêcher de se jeter du haut du toit, s'écrase par terre. Accusé d'assassinat, Walter attend le verdict serein, sachant que la chaise électrique ne pourra rien contre lui. Il comprendra trop tard que toute médaille a son revers et que son immortalité le mènera à sa perte : il est condamné à la réclusion criminelle à perpétuité... Ne pouvant supporter la prison pour l'éternité, Walter demande au Diable de rompre le pacte et meurt aussitôt d'une crise cardiaque.

### Épisode 7:Le Solitaire
- Titre original : The Lonely
- Numéro : 7 (1-07)
- Scénariste : Rod Serling
- Réalisateur : Jack Smight
- Diffusion : 
  -  États-Unis : 13 novembre 1959 sur CBS
- Distribution : Jack Warden / John Dehner / Jean Marsh
- Lien externe : (en) The Lonely
- Résumé : James Corey est un condamné sur un astéroïde pour un crime qu'il n'a jamais commis. Un jour, les officiers chargés de lui rendre la vie plus supportable lui amènent Alicia, une femme-robot capable d'agir et de penser comme une vraie femme. D'abord hostile à son égard, il finit par l'apprécier jusqu'au moment où les officiers lui apprennent que son procès a été révisé et qu'il a été acquitté. Il est donc libre et peut retourner sur Terre. Hélas, il n'y a de la place que pour lui dans la fusée et il refuse de se séparer d'Alicia. Le chef des militaires détruit le robot pour faire revenir Corey à la réalité.
- Note : Jack Warden reviendra dans l' Épisode 35 : Le Champion.

### Épisode 8:Question de temps
- Titre original : Time Enough at Last
- Numéro : 8 (1-08)
- Scénariste : Lyn Venable / Rod Serling
- Réalisateur : John Brahm
- Diffusion : 
  -  États-Unis : 20 novembre 1959 sur CBS
- Distribution : Burgess Meredith
- Lien externe : (en) Time Enough at Last Time
- Résumé : Henry Bemis est un modeste guichetier de banque. Il n'aspire qu'à une chose : lire des livres. Mais son irascible épouse et son rigoureux employeur l'en empêchent. Un jour, à la suite d'une guerre atomique, la ville est rasée et tous les habitants tués, sauf Bemis, qui était protégé parce qu'il lisait en cachette dans la salle des coffres. Dans un premier temps ravi d'être débarrassé de ses semblables qui ont « empoisonné » sa vie, il constate ensuite que sa vie de solitaire est un cauchemar et décide de se suicider. Puis, il change d'avis lorsqu'il aperçoit des livres de la bibliothèque municipale qu'il pourra lire sans être dérangé. Hélas, pendant qu'il trie les livres, il fait accidentellement tomber ses lunettes qui se cassent, ce qui signifie qu'il ne pourra jamais plus exercer sa passion.
- Remarques : 
  - L'acteur Burgess Meredith apparaît dans cet épisode et reviendra plus tard dans les épisodes M. Dingle, L'Homme obsolète et Le Journal du Diable.
  - La chute de cet épisode est souvent considérée (à égalité avec celle de Le silence est d'argent de la saison 2) comme la plus cruelle de la série entière.

### Épisode 9:La Poursuite du rêve
- Titre original : Perchance to Dream
- Numéro : 9 (1-09)
- Scénariste : Le premier épisode écrit par Charles Beaumont
- Réalisateur : Robert Florey
- Diffusion : 
  -  États-Unis : 27 novembre 1959 sur CBS
- Distribution : Richard Conte, John Larch, Suzanne LLoyd
- Lien externe : (en) Perchance to Dream
- Résumé : Edward Hall, un ingénieur, malade du cœur, se rend chez un psychiatre. Il lui confie qu'il craint de s'endormir car il refuse d'être tué par la femme prénommée Maya qui lui apparaît en rêve. Il a la conviction que s'il rêve encore une fois, il mourra « réellement ». Après une longue discussion avec le médecin, il s'aperçoit que la secrétaire médicale ressemble à cette femme trait pour trait. Que faire ? Il pense immédiatement au suicide et se jette par la fenêtre. Où est la réalité ? Où est le rêve ? Hall est endormi sur le canapé, le psychiatre s'approche de lui et s'aperçoit qu'il est mort. Il se suicide dans son rêve et meurt dans la réalité.
- Remarques : 
  - Maya en sanskrit, c'est une perception erronée de la réalité.
  - L'épisode est-il une allégorie de la peur de mourir pendant son sommeil ?

### Épisode 10:La Nuit du jugement
- Titre original : Judgment Night
- Numéro : 10 (1-10)
- Scénariste : Rod Serling
- Réalisateur : John Brahm
- Diffusion : 
  -  États-Unis : 4 décembre 1959 sur CBS
- Distribution : Nehemiah Persoff, Patrick Macnee, Leslie Bradley, Barry Bernard
- Lien externe : (en) Judgment Night
- Résumé : L'histoire se passe en 1942 : Carl Lanser, est passager sur un navire britannique en pleine nuit et par temps de brouillard. Amnésique, il ne se souvient que de son nom et de sa ville natale, Francfort. Vivant dans une angoisse profonde et diffuse, il est certain que le navire sera torpillé à une heure quinze du matin. Il se prépare à une longue nuit d'angoisse. Le navire va être effectivement torpillé. Lanser se révèle être le commandant du sous marin allemand qui a fait couler le navire avec tous les passagers. En punition de sa cruauté, il est condamné à revivre cette dernière nuit encore et encore, sa damnation éternelle, c'est la nuit du jugement dernier.

### Épisode 11:Les Trois Fantômes
- Titre original : And When the Sky Was Opened
- Numéro : 11 (1-11)
- Scénariste : Richard Matheson / Rod Serling
- Réalisateur : Douglas Heyes
- Diffusion : 
  -  États-Unis : 11 décembre 1959 sur CBS
- Distribution : Rod Taylor
- Lien externe : (en) And when the Sky was Opened
- Résumé : Après un vol spatial de 31 heures, les hommes de l'équipage, les colonels Harrington et Forbes et le major Garth reviennent sur terre. Bien qu'un peu secoués, les deux premiers peuvent quitter l'hôpital dès le lendemain. Ils se rendent dans un bar et Harrington veut appeler sa famille mais ses parents ne le reconnaissent pas et il a lui-même la sensation d'être rayé du monde. L'instant d'après Harrington disparaît mystérieusement et personne à part Forbes ne se souvient de lui. Retour au présent, Forbes vient de finir son histoire, qu'il a racontée à Garth, le troisième homme qui lui, est encore à l'hôpital, victime d'une jambe cassée. Le titre du journal a changé : les trois hommes photographiés avant leur départ ne sont plus que deux et l'un des trois lits a disparu. Mais Garth est convaincu qu'ils n'ont jamais été que deux car il déclare n'avoir jamais entendu parler d'Harrington. Puis c'est au tour de Forbes de disparaître, laissant Garth seul, avec une photographie de journal ne montrant plus qu'un seul spationaute. Garth s'enfuit et se volatilise dans le couloir de l'hôpital. Aucun des trois hommes n'a jamais existé.
- Note : La version originale décrit un écrivain nommé Bob. Marié et ayant quelques difficultés à faire accepter ses romans. Bob souhaite que le monde soit plus simple. Le lendemain, il voit avec surprise puis effroi disparaître successivement sa maîtresse, celle de son ami, puis son ami et sa femme, puis tout ce qui l'entoure jusqu'à disparaître lui-même (« je suis en train de boire une tasse de caf... » conclut l'histoire).

### Épisode 12:Je sais ce qu'il vous faut
- Titre original : What You Need
- Numéro : 12 (1-12)
- Scénariste : Lewis Padgett / Rod Serling
- Réalisateur : Alvin Ganzer
- Diffusion : 
  -  États-Unis : 25 décembre 1959 sur CBS
- Distribution : Steve Cochran (Fred Renard), Ernest Truex (Pedott), Read Morgan (Lefty), Arlene Martel (la jeune femme au bar - sous le nom d'Arlene Sax), William Edmondson (le barman).

- Lien externe : (en) What you need
- Résumé : Pedott est un vieil homme et colporteur pouvant prédire aux gens ce dont ils ont besoin dans le futur : il sait comment donner une nouvelle chance à un ancien joueur de baseball en lui remettant un ticket de bus et à une jeune femme en lui vendant un détachant pour vêtements. Fred Renard, chômeur aigri et seul, tente de voler le don du vieil homme. Il est ainsi sauvé de la mort grâce à une paire de ciseaux, et trouve les pronostics des courses avec l'aide d'un stylo qui fonctionne mal. Mais il demande toujours plus et Pedott commence à avoir sérieusement peur de lui, au point de devoir le tuer en lui tendant un piège avec ses chaussures.
- Note : À l'origine, c'était une machine à prédire le futur qui devait précipiter le gangster vers sa perte. Cette idée fut réutilisée dans Les Prédictions.

### Épisode 13:Quatre d'entre nous sont mourants
- Titre original : The Four of Us Are Dying
- Numéro : 13 (1-13)
- Scénariste : George Clayton Johnson / Rod Serling
- Réalisateur : John Brahm
- Diffusion : 
  -  États-Unis : 1er janvier 1960 sur CBS
  -  France : 23 juillet 1985 sur TF1
- Distribution : Ross Martin (Johnny Foster), Harry Townes (Archibald Hammer)
- Lien externe : 
  - (en) The Four of Us are dying
  - (en) Sur Imdb
- Résumé : Archibald Hammer, braqueur de banque, possède un don surprenant : il peut changer de visage en fixant une photographie et se sert de ce don pour tirer des avantages affectifs ou financiers. Il se fait ainsi passer pour un trompettiste séducteur décédé, Johnny Foster, puis pour un voleur qui trompe ses complices, Virgil Sterig, puis pour un boxeur, Andy Marshak. Mais cette dernière transformation sera celle de trop quand il rencontrera le père du boxeur qui veut se venger car sa femme est morte de chagrin à cause de lui. Le père tue son fils, et celui-ci reprend tour à tour tous les visages qu'il avait empruntés pour ses forfaits.
- Note : Un seul acteur devait à l'origine jouer les quatre rôles, mais cette idée fut abandonnée, car le changement complet de maquillage aurait pris trop de temps pour un simple épisode de série.

### Épisode 14:Troisième à partir du Soleil
- Titre original : Third from the Sun
- Numéro : 14 (1-14)
- Scénariste : Richard Matheson / Rod Serling
- Réalisateur : Richard L. Bare
- Diffusion : 
  -  États-Unis : 8 janvier 1960 sur CBS
  -  France : 2 février 1985 sur TF1
- Distribution : Fritz Weaver (Will Sturka) - Edward Andrews ( Carling) - Joe Maross (Jerry Riden) - Denise Alexander (Jody Sturka) - Lori March (Eve Sturka) - Jeanne Evans (Ann Riden)
- Lien externe : (en) Third from the Sun
- Résumé : Deux familles souhaitent fuir la planète menacée de destruction par une guerre mondiale et se rendre sur une lointaine planète qu'on pense habitable. Pour cela, ils doivent voler un vaisseau spatial appartenant au gouvernement. Pourront-ils fuir à temps ? Un homme tente de les en empêcher. Ils parviennent à fuir en direction de... la Terre.
- Notes : Richard Matheson est l'auteur de cet épisode. Dans la version originelle, les personnages n'ont pas de nom et leurs professions sont inconnues. Personne ne les surprend, et les deux familles sont composées d'un père, d'une mère, et de deux jeunes enfants (garçon et fille).
- Notes : La soucoupe volante apparaissant dans l'épisode est celle du film "The Forbidden Planet" (Planète interdite), qui date de 1956.

### Épisode 15:La Flèche dans le ciel
- Titre original : I Shot an Arrow Into the Air
- Numéro : 15 (1-15)
- Scénariste : Madelon Champion / Rod Serling
- Réalisateur : Stuart Rosenberg
- Diffusion : 
  -  États-Unis : 15 janvier 1960 sur CBS
  -  France : 25 avril 1984 sur TF1
- Distribution : Corey (Dewey Martin), Donlin (Edward Binns), and Pierson (Ted Otis)
- Lien externe : (en) Il Shot an Arrow into the Air
- Résumé : Huit hommes qui participent à un vol spatial s'écrasent sur le sol d'une planète inconnue. Quatre d'entre eux meurent et le cinquième, le navigateur, est sérieusement blessé. Le colonel et ses deux lieutenants se relaient pour s'occuper de lui. Mais l'un des lieutenants, poussé par un instinct de survie, refuse de partager son eau, entraînant la mort du navigateur. Le second lieutenant et le colonel seront assassinés plus tard par ce même lieutenant qui s'apercevra trop tard qu'il aurait pu éviter ce triple meurtre : en marchant dans le désert, il arrive jusqu'à une route et reconnaît un paysage américain. Le vaisseau s'était écrasé sur la Terre.

### Épisode 16:L'Auto-stoppeur
- Titre original : The Hitch-Hiker
- Numéro : 16 (1-16)
- Scénariste : Lucille Fletcher / Rod Serling
- Réalisateur : Alvin Ganzer
- Diffusion : 
  -  États-Unis : 22 janvier 1960 sur CBS
  -  France : 15 mai 1965 sur l'ORTF
- Distribution : Inger Stevens : Nan Adams ; Leonard Strong : L'Auto-stoppeur ; Adam Williams : le marin
- Lien externe : (en) The Hitch-Hiker
- Résumé : Nan Adams, conductrice de vingt-sept ans allant de Manhattan à Los Angeles, a eu une légère sortie de route, due à une soudaine crevaison, qui a cependant été sans conséquence. Pourtant, depuis cet incident, elle ne cesse de voir un mystérieux auto-stoppeur qui apparaît sans cesse sur le bord de la route lors de son long trajet. Plus étrange, elle est la seule à pouvoir le voir. Son voyage, ponctué par les glaçantes apparitions sporadiques de l'auto-stoppeur, se transforme alors en cauchemar. Elle cherche de l'aide auprès d'un marin en permission qui la fuit, la croyant folle. Elle téléphone à sa mère et c'est une voisine de celle-ci qui décroche le combiné et lui apprend que sa mère est hospitalisée pour une dépression à la suite de la mort de sa fille dans un accident de voiture. La jeune femme accepte son destin et accueille à bord de sa voiture l'auto-stoppeur, qui est la personnification de la Mort, à ses côtés.
- Remarque: Inger Stevens reviendra dans l' Épisode 8 : Les Robots du docteur Loren de la saison 2 (Jana Loren) et Adam Williams dans l' Épisode 10 : Futurographe de la saison 2 (Woodward).

### Épisode 17:La Fièvre du jeu
- Titre original : The Fever
- Numéro : 17 (1-17)
- Scénariste : Rod Serling
- Réalisateur : Robert Florey
- Diffusion :  
  -  États-Unis : 29 janvier 1960 sur CBS
  -  France : 9 mai 1991 sur TF1
- Distribution : Everett Sloane (Franklin Gibbs), Vivi Janiss ( Flora Gibbs), William Kendis, Lee Millar, Lee Sands, Marc Towers, Art Lewis, Arthur Peterson
- Lien externe : (en) The Fever
- Résumé : Franklin Gibbs et sa femme Flora sont en vacances à Las Vegas, la ville des machines à sous. Bien qu'il déteste le jeu, Franklin finit par être possédé par le démon du jeu après qu'un homme lui a demandé de jouer à sa place. L'étau de la folie se referme alors peu à peu sur lui. Gibbs ne peut plus s'arrêter de jouer et perd jusqu'à son dernier dollar. Il devient fou, poursuivi par la machine à sous jusque dans sa chambre d'hôtel. La machine s'avançant vers lui, Franklin recule, bascule par la fenêtre et meurt en s'écrasant dans la rue au pied de l'hôtel.
- Note : Vivi Janiss apparaît aussi dans L'Homme dans la bouteille.

### Épisode 18:Le Lâche
- Titre original : The Last Flight
- Numéro : 18 (1-18)
- Scénariste : Richard Matheson
- Réalisateur : William F. Claxton
- Diffusion : 
  -  États-Unis : 5 février 1960 sur CBS
  -  France : 20 février 1965 sur l'ORTF
- Distribution : Kenneth Haigh (Terry Decker), Alexander Scourby, Simon Scott, Robert Warwick (A.V.M. Alexander Mackaye, R.A.F.), Harry Raybould, Jerry Catron.
- Lien externe : (en) The Last Flight
- Résumé : Terry Decker, pilote anglais de la Première Guerre mondiale, se retrouve en 1959 sur une base américaine avec son avion, après avoir traversé une faille temporelle. Il a bien du mal à convaincre les officiers américains qu'il vient d'un autre temps. Il apprend que son coéquipier qu'il pensait mort parce qu'il l'avait lâchement abandonné devant une escadrille allemande, est devenu général et a été un héros du Blitz. Decker échappe à la surveillance dont il était l'objet et retourne en 1918 afin de rattraper sa lâcheté : il attaque l'escadrille allemande et sauve la vie de son coéquipier ; lui-même sacrifie sa vie dans le combat. En 1959, le général se fait expliquer ce qui s'est passé et comprend comment sa vie a été sauvée 40 ans plus tôt.

### Épisode 19:Infanterie
- Titre original : The Purple Testament
- Numéro : 19 (1-19)
- Scénariste : Rod Serling
- Réalisateur : Richard L. Bare
- Diffusion : 
  -  États-Unis : 12 février 1960 sur CBS
  -  France : 11 mai 1991 sur TF1
- Distribution : Billy Reynolds, Dick York, Barney Phillips, Ron Masak, William Phipps, S. John Launer, Michael Vandever, Warren Oates
- Lien externe : (en) The Purple Testament
- Résumé : Pendant la Seconde Guerre Mondiale, en Orient, le lieutenant Fitzgerald possède un don surprenant : lorsqu'il voit une lumière blanche sur le visage d'un de ses hommes, cela signifie que ce soldat mourra prochainement au combat. Il cherche à échapper à ce don, mais ses prédictions se réalisent toujours. Jusqu'au jour où c'est sur son propre reflet qu'il voit cette étrange lueur. Résigné, il part en jeep vers son destin.
- Note : Le personnage joué par Dick York dit à un moment dans l'épisode que personne ne possède le don de télépathie. Étrangement, l'acteur interprétera un télépathe dans Un sou pour vos pensées (saison 2, épisode 16).

### Épisode 20:Requiem
- Titre original : Elegy
- Numéro : 20 (1-20)
- Scénariste : Charles Beaumont
- Réalisateur : Douglas Heyes
- Diffusion : 
  -  États-Unis : 19 février 1960 sur CBS
  -  France : 21 août 1965 sur l'ORTF
- Distribution : Cecil Kellaway, Kevin Hagen, Jeff Morrow, Don Dubbins
- Lien externe : (en) Elegy
- Résumé : Trois astronautes de l'an 2185 arrivent sur une planète qui ressemble énormément à la Terre, sur laquelle tous les habitants semblent figés ou pétrifiés. Les astronautes errent dans la petite ville de cette planète où le temps semble s'être arrêté, ne rencontrant que des humains parfaitement immobiles. Ils finissent par rencontrer l'unique habitant mobile de cet astéroïde : Jeremy Wickwire, qui leur explique que ce lieu est une sorte de cimetière. Il les invite chez lui et va leur révéler une vérité bien surprenante...
- Remarque : Kevin Hagen reviendra dans l'épisode 14 de la saison 5 (Prends le volant : le medecin);Cecil Kellaway dans l'épisode 17 de la saison 4 (Traversée à bord du Lady Anne :Burgess)

### Épisode 21:Image dans un miroir
- Titre original : Mirror Image
- Numéro : 21 (1-21)
- Scénariste : Rod Serling
- Réalisateur : John Brahm
- Diffusion : 
  -  États-Unis : 26 février 1960 sur CBS
  -  France : 4 avril 1984 sur TF1
- Distribution : Vera Miles et Martin Milner
- Lien externe : (en) Mirror Image
- Résumé : Millicent Barnes est une jeune femme qui attend son autobus la nuit dans une salle d'attente. Mais il semblerait qu'un double maléfique essaie de prendre sa place : sa valise se déplace seule, elle se voit elle-même dédoublée, les personnes présentes semblent déjà la connaitre. Elle en parle à un certain Paul qui ne la croit pas vraiment. Il va appeler la police afin que la jeune femme soit emmenée en hôpital psychiatrique. Elle lui explique qu'il peut s'agir de créatures qui envahissent le psychisme d'êtres humains. Il est dubitatif puis le problème se manifestera sous ses yeux et il sera lui-même directement concerné : un double apparait qui veut prendre sa place.

### Épisode 22:Les Monstres de Maple Street
- Titre original : The Monsters Are Due on Maple Street
- Numéro : 22 (1-22)
- Scénariste : Rod Serling
- Réalisateur : Ronald Winston
- Diffusion : 
  -  États-Unis : 4 mars 1960 sur CBS
  -  France : 12 février 1987 sur TF1
- Distribution : Claude Akins, Jack Weston
- Lien externe : (en) The Monsters are due on Maple Street
- Résumé : Dans une ville moyenne américaine se trouve une rue qui, après le passage d'un terrible grondement et d'une vive lumière, est privée soudainement d'électricité. A l'instigation d'un adolescent qui lit trop de science-fiction, l'un des habitants est alors accusé d'être un espion ou un extraterrestre à l'origine de cette panne car seule sa voiture fonctionne encore... Au fur et à mesure que des incidents bizarres se multiplient dans la rue, la suspicion gagne les habitants qui deviennent de plus en plus déments et violents. Un homme est tué, puis toute la rue s'embrase... Chacun accuse l'autre d'être un envahisseur de l'espace. Au loin, des envahisseurs observent le spectacle : ils tiennent le bon piège pour rendre les humains fous et les amener à s'entretuer.
- Note : Un remake a été tourné en 2002 dans la série La Treizième Dimension : Les Monstres de Maple Street. La différence d'avec l'épisode original est que dans la nouvelle version, la disparition de l'électricité est due, pensent les habitants, à une attaque terroriste.

### Épisode 23:Un monde différent
- Titre original : A World of Difference
- Numéro : 23 (1-23)
- Scénariste : Richard Matheson
- Réalisateur : Ted Post
- Diffusion : 
  -  États-Unis : 11 mars 1960 sur CBS
  -  France : 23 mai 1984 sur TF1
- Distribution : Howard Duff, David White
- Lien externe : (en) A World of Difference
- Résumé : Arthur Curtis, heureux en ménage et homme d'affaires à la vie rangée, dicte des consignes à sa secrétaire. Il entend soudain une voix dire « coupez ! ». Et ne comprend pas pourquoi tout le monde l'appelle Gérald Duncan (Raigan dans la VO) ni pourquoi sa fille a disparu ; de même, sa femme qui a été remplacée par une mégère aigrie, veut divorcer de lui alors qu'il ne l'a jamais vue. Soit il est passé à travers une faille temporelle ou dans un univers parallèle, soit il devient fou ! Il va tout faire pour tenter de retrouver sa vraie vie, celle d'Arthur Curtis... Mais quelle est véritablement son identité ?
- Note : Dans cet épisode, Arthur Curtis demande à sa secrétaire si les contrats Matheson sont prêts : il s'agit d'une référence au scénariste Richard Matheson.

### Épisode 24:Longue vie, Walter Jameson
- Titre original : Long Live Walter Jameson
- Numéro : 24 (1-24)
- Scénariste : Charles Beaumont
- Réalisateur : Anton M. Leader
- Diffusion : 
  -  États-Unis : 18 mars 1960 sur CBS
  -  France : 9 février 1985 sur TF1
- Distribution : Edgar Stehli, Kevin McCarthy, Estelle Winwood
- Lien externe : (en) Long Live Walter Jameson
- Résumé : Walter Jameson, professeur d'histoire dans une université, s'entend plutôt bien avec Samuel, son collègue enseignant les sciences et père d'une jeune femme, Susanna, que Walter veut justement épouser. Mais Samuel constate une ressemblance étonnante entre Walter et un ancien officier de la Guerre de Sécession qui a vécu un siècle plus tôt. Il s'interroge sur l'âge de son collègue et Walter avoue ne plus vieillir depuis l'Antiquité. En rentrant chez lui, une mauvaise surprise l'attend : son ancienne épouse, maintenant très âgée, veut empêcher son mariage avec Susanna. Elle le tue et Jameson retrouve son âge réel en se décomposant en accéléré.
- Note : Bien  que l'auteur Jerome Bixby ne fasse jamais mention de la série, le scenario d'un professeur qui ne vieillit jamais depuis des siècles est exactement celui du film  The Man From Earth.

### Épisode 25:Tous les gens sont partout semblables
- Titre original : People Are Alike All Over
- Numéro : 25 #1-25#
- Scénariste : Paul W. Fairman / Rod Serling
- Réalisateur : Mitchell Leisen
- Diffusion : 
  -  États-Unis : 25 mars 1960 sur CBS
  -  France : 28 mars 1984 sur TF1
- Distribution : Roddy McDowall (Conrad), Paul Comi (Marcusson)
- Paul Comi : Marcusson
- Susan Oliver: Une martienne
- Résumé : Juste avant de partir pour une mission spatiale vers Mars, les astronautes Marcusson et Conrad se demandent si les Martiens ressemblent aux humains. Marcusson pense que oui mais pas Conrad. La fusée s'écrasant sur Mars, Marcusson meurt et Conrad est le seul survivant. D'abord effrayé, il s'aperçoit que les martiens sont différents des humains car ils l'accueillent avec respect et gentillesse et obtient d'eux tout ce qu'il désire… Hélas, il devra rapidement déchanter : il est emmené dans un bel appartement, qui se révèlera pour lui être une cage de zoo où les Martiens pourront venir le contempler !
- Lien externe : (en) People Are Alike All Over
- Remarque : Paul Comi reviendra dans deux autres épisodes : L'Odyssée du vol 33, Le Parallèle

### Épisode 26:Exécution
- Titre original : Execution
- Numéro : 26 (1-26)
- Scénariste : George Clayton Johnson / Rod Serling
- Réalisateur : David Orrick McDearmon
- Diffusion : 
  -  États-Unis : 1er avril 1960 sur CBS
  -  France : 2 mars 1991 sur TF1
- Distribution : Albert Salmi, Russell Johnson, George Mitchell, Jon Lormer
- Résumé : L'intrigue se déroule en 1880 : un cowboy du nom de Joe Caswell s'apprête à être pendu lorsqu'il est sauvé par le professeur Manion, un scientifique inventeur d'une machine à voyager dans le temps qui téléporte Caswell 80 ans plus tard. En 1960, Caswell tente de s'adapter à un monde nouveau qu'il ne connaît pas mais le professeur découvre entre-temps que Caswell lui a menti sur ce qu'il est réellement et décide de le renvoyer à son époque. Les deux hommes en viennent aux mains et Caswell brise une lampe sur la tête de son sauveur, le tuant sur le coup. Mais il ne parvient pas à survivre dans une ville où le bruit et la lumière ont une place primordiale. Alors qu'il retourne au laboratoire de Manion, un voleur du nom de Johnson s'introduit dans les lieux : les deux hommes se battent. Caswell est étranglé par Johnson. Le voleur entre dans la machine à voyager dans le temps et par mégarde enclenche son fonctionnement : il se retrouve en 1880, au bout de la corde préparée pour Caswell, et il est pendu à sa place, à la grande surprise des témoins de l'exécution.
- Remarque : Albert Salmi reviendra dans l'épisode 14 de la saison 4 (Je me souviens de Cliffordville) :William J. Feathersmith

### Épisode 27:Le Vœu magique
- Titre original : The Big Tall Wish
- Numéro : 27 (1-27)
- Scénariste : Rod Serling
- Réalisateur : Ron Winston
- Diffusion : 
  -  États-Unis : 8 avril 1960 sur CBS
  -  France : 15 juin 1991 sur TF1
- Distribution : Ivan Dixon, Kim Hamilton, Walter Burke.
- Résumé : Bolie Jackson est un boxeur dont la carrière est sur le point de se briser. Le jeune fils d'une amie, qui croit en lui, décide au cours du match d'intervertir les deux boxeurs et Bolie, qui était en train de perdre, se retrouve gagnant ! Bolie, cependant, ne peut pas croire en ce miracle contrairement à l'enfant qui le supplie d'y croire : s'il n'y croit pas, le vœu risque de ne pas fonctionner. Bolie refuse la magie de l'enfant et, en fin de compte, perd le match.
- Lien externe : (en) The Big Tall Wish

### Épisode 28:Enfer ou Paradis
- Titre original : A Nice Place to Visit
- Numéro : 28 (1-28)
- Scénariste : Charles Beaumont
- Réalisateur : John Brahm
- Diffusion : 
  -  États-Unis : 15 avril 1960 sur CBS
- Distribution : Larry Blyden, Sebastian Cabot.
- Résumé : Rocky Valentine, un criminel mesquin et sans envergure, est tué au cours d'un cambriolage. Il rencontre dans l'au-delà un certain Pip qui se présente comme étant son ange gardien, et lui offre tout ce qu'il désire et cela sans aucune contrepartie. Valentine se demande comment lui, vulgaire criminel sans foi ni loi, a pu mériter de voir tous ses désirs comblés, et d'avoir un fidèle valet obséquieux pour le servir. Rocky profite de tous les avantages de sa nouvelle vie luxueuse, mais bien vite, il s'ennuie car tout lui réussit sans coup férir et sans effort. Il comprend alors que ce qu'il prenait pour le Paradis est l'Enfer !
- Remarques :
  - Larry Blyden reviendra dans l'épisode 85, Règlements de compte pour Rance McGrew.
  - Le rôle du cambrioleur avait dans un premier temps été proposé à Mickey Rooney, qui dut le refuser en raison d'un emploi du temps très chargé. Par la suite, Charles Beaumont, l'auteur de cette histoire suggéra à Rod Serling d'endosser ce rôle, mais ce dernier déclina la proposition, parce qu'il ne pouvait pas jouer à la fois le rôle du personnage principal et celui du narrateur. Par conséquent, Larry Blyden fut choisi pour interpréter le rôle.
  - Sebastian Cabot (Pip) fut obligé de se teindre la barbe et les cheveux en blond (il était brun à l'origine) afin que la couleur de sa pilosité soit assortie à celle de son costume. Mais la décoloration dura un peu plus longtemps que prévu et il dut attendre trois mois avant de retrouver sa couleur naturelle !
- Lien externe : (en) A Nice Place to Visit

### Épisode 29:Cauchemar
- Titre original : Nightmare as a Child
- Numéro : 29 (1-29)
- Scénariste : Rod Serling
- Réalisateur : Alvin Ganzer
- Diffusion : 
  -  États-Unis : 29 avril 1960 sur CBS
- Distribution : Janice Rule (Helen Foley), Terry Burnham (Markie), Shepperd Strudwick (Peter Selden), Michael Fox (le médecin), Joseph V. Perry (lieutenant de police),Morgan Brittany (l'enfant)
- Résumé : En rentrant chez elle, Helen Foley, institutrice, voit apparaître une jeune fille prénommée Markie qui semble en savoir beaucoup sur elle. Le temps passant, Helen s'inquiète de plus en plus de cette enfant qu'elle est la seule à voir et à entendre. Parallèlement, elle commence à se rappeler un terrible événement qui s'est passé quand elle avait dix ans et qu'elle avait depuis oublié à cause du choc psychologique qu'elle avait subi : elle avait en effet été témoin de l'assassinat de sa mère. C'est alors qu'un homme, Peter Selden, vient sonner chez Helen. Tandis que Markie prend la fuite, l'homme entre chez Helen, qui discute avec lui. Peter Selden lui dit avoir bien connu la mère d'Helen ; il lui présente une photo d'Helen alors âgée de 10 ans. En voyant la photo, Helen se rend compte que la petite fille mystérieuse est en fait elle-même à l'époque de la mort de sa mère. Helen, en recouvrant peu à peu la mémoire, fait peur à Peter Selden, qui se révèle avoir été l'assassin de la mère. Il se précipite sur Helen et tente de la tuer ; en se défendant, Helen le fait tomber dans l'escalier. En tombant, Peter Selden se casse le cou et meurt.
- Note : Le nom d'Helen Foley sera réutilisé pour le film La Quatrième Dimension. Il inclura aussi l'histoire d'Anthony Fremont (épisode 73, C'est une belle vie). Enfin l'acteur Kevin McCarthy de l'épisode Longue vie, Walter Jameson reviendra lui aussi dans le film. Helen Foley était l'institutrice et le mentor de Rod Serling.
- Morgan Brittany fera deux autres apparitions dans la série:La Vallée de l'ombre et César et moi
- Liens externes : 
  - (en) Nightmare as a Child

### Épisode 30:Arrêt à Willoughby
- Titre original : A Stop at Willoughby
- Numéro : 30 (1-30)
- Scénariste : Rod Serling
- Réalisateur : Robert Parrish
- Diffusion : 
  -  États-Unis : 6 mai 1960 sur CBS
  -  France : 13 avril 1985 sur TF1
- Distribution : James Daly (Gart Williams), Howard Smith (Misrell)
- Résumé : New York, au mois de novembre. Gart Williams est un homme d'affaires très perturbé par son travail stressant et son épouse intransigeante qui veut le voir "réussir" à tout prix, alors que lui a des ambitions très modestes. Un soir, en prenant le train pour rentrer chez lui, il s'endort et se réveille à Willoughby (prononcé dans la version française comme dans la version anglaise « Willbi »), une ville où il fait bon vivre en ce mois de juillet 1888. Après plusieurs réveils en sursaut, Williams, qui ne rêve que d'une vie calme et paisible, décide de s'arrêter définitivement à Willoughby, oubliant que cette ville n'existe que dans son imagination. Pensant descendre dans cette ville, il descend en fait du train en marche et est tué sur le coup. On voit alors l'entreprise de pompes funèbres qui enlève le cadavre de Gart Williams : l'entreprise Willoughby.
- Remarque : La référence à l'image finale de Citizen Kane est évidente, ce que la neige ne fait que souligner. Un téléfilm s'inspirera de cet épisode : La Montre à remonter le temps (2000).
- Lien externe : (en) A Stop at Willoughby

### Épisode 31:La Potion magique
- Titre original : The Chaser
- Numéro : 31 (1-31)
- Scénariste : John Henry Collier / Robert Presnell, Jr.
- Réalisateur : Douglas Heyes
- Diffusion : 
  -  États-Unis : 13 mai 1960 sur CBS
  -  France : 12 octobre 1985 sur TF1
- Distribution : George Grizzard (Roger Shackleforth); Patricia Barry (Leila)
- Lien externe : (en) The Chaser
- Résumé : Roger Shackleforth est amoureux de Leila, une belle jeune femme qui n'éprouve rien pour lui, totalement indifférente aux émois de son soupirant. Roger va voir un vieux professeur qui lui propose un « détachant », un poison mortel incolore et inodore. Mais Roger aime Leila et donc demande un philtre d'amour. Le professeur le lui cède pour la somme curieusement dérisoire d'un dollar. Et cela fonctionne : Leila devient éperdument amoureuse de Roger... même trop amoureuse de Roger qui au bout de six mois de mariage ne supporte plus cette femme envahissante, omniprésente, et toujours à ses pieds. Une seule solution pour se débarrasser de ce boulet, le fameux détachant, vendu très cher ! Mais au moment de lui faire boire le poison, Leila lui apprend qu'elle est enceinte. Roger lâche le verre, et Leila est sauvée. Il devra continuer à la supporter.
- Remarque : George Grizzard fera une deuxième apparition dans la série : À son image Saison 4 -épisode 1

### Épisode 32:Coup de trompette
- Titre original : A Passage for Trumpet
- Numéro : 32 (1-32)
- Scénariste : Rod Serling
- Réalisateur : Don Medford
- Diffusion : 
  -  États-Unis : 20 mai 1960 sur CBS
  -  France : 18 mai 1985 sur TF1
- Distribution : Jack Klugman (Joey Crown), John Anderson
- Lien externe : (en) A Passage for Trumpet
- Résumé : Joey Crown est un excellent trompettiste, mais l'alcoolisme le pousse à vendre son instrument et à se jeter sous les roues d'un camion. Il se réveille ensuite dans un monde où personne ne peut le voir ni l'entendre. Après avoir erré comme une âme en peine, il rencontre un autre trompettiste qui est le seul à le voir et l'entendre. Joey lui confie ses problèmes mais le trompettiste lui certifie qu'aucun des deux n'est mort. Joey se rend compte alors qu'il est au Purgatoire et qu'il a le choix entre revenir sur Terre ou rester dans les limbes. Il décide de revenir à la vie, et tous ses soucis vont être progressivement résolus : il va percevoir une somme d'argent, il pourra racheter son instrument de musique, et rencontrera une jeune femme qui tombera amoureuse de lui...
- Remarque : Jack Klugman joue son 1er personnage dans la série ( Le Vaisseau de la mort,Le Joueur de billard ,Amour paternel ),John Anderson tiendra 3 autres roles dans la série: Le Vieil Homme dans la caverne , Je me souviens de Cliffordville, L'Odyssée du vol 33

### Épisode 33:Un original
- Titre original : Mr. Bevis
- Numéro : 33 (1-33)
- Scénariste : Rod Serling
- Réalisateur : William Asher
- Diffusion : 
  -  États-Unis : 3 juin 1960 sur CBS
  -  France : 7 août 1965 sur l'ORTF
- Distribution : Orson Bean[2] (M. Bevis) -- Henry Jones -- Charles Lane -- Horace McMahon (le barman) -- William Schallert
- Lien externe : (en) Mr Bevis
- Résumé : Monsieur James B. W. Bevis diffère des autres par son costume, mais aussi par ses goûts qui sont, pour un homme de son âge, plutôt surprenants : il aime les animaux, les vieilles voitures, les commerçants, les enfants, construire des cithares et des maquettes de bateau, chanter dans son bureau... mais parallèlement, il souffre de problèmes de logement et de travail. Un jour, il fait la connaissance de son ange gardien, qui lui propose d'améliorer sa vie. Mais Bevis va vite regretter cette offre car si son patron l'augmente, si sa voiture est à la mode et si sa logeuse accepte de le laisser habiter dans son appartement, il a perdu la chaleur des gens qu'il aimait et qui l'aimaient... Il voudrait revenir en arrière ce qui n'est pas du goût de son ange gardien...

### Épisode 34:Neuvième Étage
- Titre original : The After Hours
- Numéro : 34 (1-34)
- Scénariste : Rod Serling
- Réalisateur : Douglas Heyes
- Diffusion : 
  -  États-Unis : 10 juin 1960 sur CBS
  -  France : 18 avril 1984 sur TF1
- Distribution : Anne Francis (Marsha), Elizabeth Allen (la vendeuse du 9e étage)
- Lien externe : (en) The After Hours
- Résumé : Marsha White fait ses courses dans un grand magasin mais lorsqu'elle s'arrête au neuvième étage, elle s'aperçoit qu'il est entièrement désert. Elle est accueillie par une vendeuse glaciale qui lui propose le seul article présent dans l'étage : un simple dé à coudre qui était pourtant justement ce que Marsha cherchait ! La vendeuse se montrant inquiétante, Marsha se plaint au directeur qui lui dit que son magasin ne comporte que huit étages. Marsha découvre ensuite que la vendeuse, ainsi qu'elle-même, sont en fait des mannequins de plastique pour habits qui ont droit à des permissions où ils endossent une vie humaine, avant de devoir reprendre leur condition première. Marsha avait oublié qu'elle était un mannequin et que sa permission était terminée.
- Note : L'épisode a été l'objet d'un remake intitulé Le Mannequin en 1986.

### Épisode 35:Le Champion
- Titre original : The Mighty Casey
- Numéro : 35 (1-35)
- Scénariste : Rod Serling
- Réalisateur : Robert Parrish & Alvin Ganzer
- Diffusion : 
  -  États-Unis : 17 juin 1960 sur CBS
  -  France : 18 septembre 1965 sur l'ORTF
- Distribution : Jack Warden, Robert Sorrells, Abraham Sofaer
  - Robert Sorrells as Casey
  - Abraham Sofaer as Dr. Stillman
- Lien externe : (en) The Mighty Casey
- Résumé : Le directeur d'une équipe de baseball médiocre décide, sur une proposition d'un scientifique, d'engager Casey, un robot surdoué et doté d'un talent particulier pour ce sport. À lui tout seul, Casey parvient à faire hisser son équipe dans les premières places du championnat. Mais le robot tombe malade et doit être soigné au plus vite. Le médecin constate que Casey ne porte pas de cœur et le président de la fédération de baseball exige que Casey en porte un s'il veut continuer à jouer. Toutefois, sa guérison n'apportera pas le succès attendu : ses résultats seront très mauvais une fois doté d'un cœur. La raison ? Casey ne veut pas faire de peine aux joueurs de l'équipe adverse : il s'agit d'un robot doué de compassion ! Son équipe plonge à nouveau au bas du classement, pour toujours.
- Note : Rod Serling a dû faire face au décès de l'acteur principal Paul Douglas survenu quelques jours après la fin du tournage. CBS ayant refusé les frais d'un second tournage, Serling a financé sur ses deniers un nouveau tournage de toutes les scènes dans lesquelles Paul Douglas était présent.

### Épisode 36:Un monde à soi
- Titre original : A World of His Own
- Numéro : 36 (1-36)
- Scénariste : Richard Matheson
- Réalisateur : Ralph Nelson
- Diffusion : 
  -  États-Unis : 1er juillet 1960 sur CBS
  -  France : 17 novembre 1984 sur TF1
- Distribution : Keenan Wynn (Gregory West), Phyllis Kirk (Victoria West), Mary LaRoche (Mary)
- Lien externe : (en) A World of His Own
- Résumé : Gregory West, écrivain, a la capacité de rendre réel tout ce qu'il dicte dans son dictaphone... Il essaie du moins d'en convaincre son épouse Victoria, qui pense l'avoir entrevu dans les bras d'une belle jeune femme. Étant considéré par son épouse comme menteur ou fou, Gregory doit montrer qu'il est de bonne foi : il fait donc apparaître Mary, sa maîtresse imaginaire, qui devient réelle quand il la décrit. Puis il la fait disparaître en détruisant la bande magnétique sur laquelle il l'avait décrite. Néanmoins, Victoria croit encore à un coup monté et décide d'appeler l'hôpital psychiatrique pour enfermer son mari. Gregory sort alors d’un coffre secret une enveloppe contenant la bande magnétique sur laquelle il a créé sa femme Victoria. Une fois de plus celle-ci ne le croit pas, prend l’enveloppe et la jette dans le feu de la cheminée. Elle commence alors à avoir des vertiges avant de réaliser, mais trop tard, qu’elle est vraiment une création de son mari. Gregory se précipite alors sur son dictaphone pour la recréer, mais se ravise et finalement recrée Mary, bien plus agréable à vivre.
- Note : L'épisode Un doux rêveur de La Treizième Dimension est un remake inversé de cette histoire. Le décor utilisé est celui de l'appartement de Gart Williams dans l'épisode 30 Arrêt à Willoughby.
- Rod Serling apparait en caméo à la fin de l'épisode ; sa prestation enthousiasma tellement le public qu'il décida dès le début de la seconde saison, d'apparaître au début et à la fin de chaque histoire avec sa voix off pendant les épisodes.